# Kjosen
Kjosen är en tätort i Tromsø kommun i Troms fylke i norra Norge. Orten ligger vid fylkesväg 864, på södra sidan av Grøtsundet, nordöst om kommunens centralort Tromsø.